# Rue de Saint-Marceaux
Pour les articles homonymes, voir Saint-Marceaux.
La rue de Saint-Marceaux est une voie du 17e arrondissement de Paris, en France.

## Situation et accès
La rue de Saint-Marceaux est une voie située dans le 17e arrondissement de Paris. Elle débute au 110, boulevard Berthier et se termine avenue Brunetière.

## Origine du nom

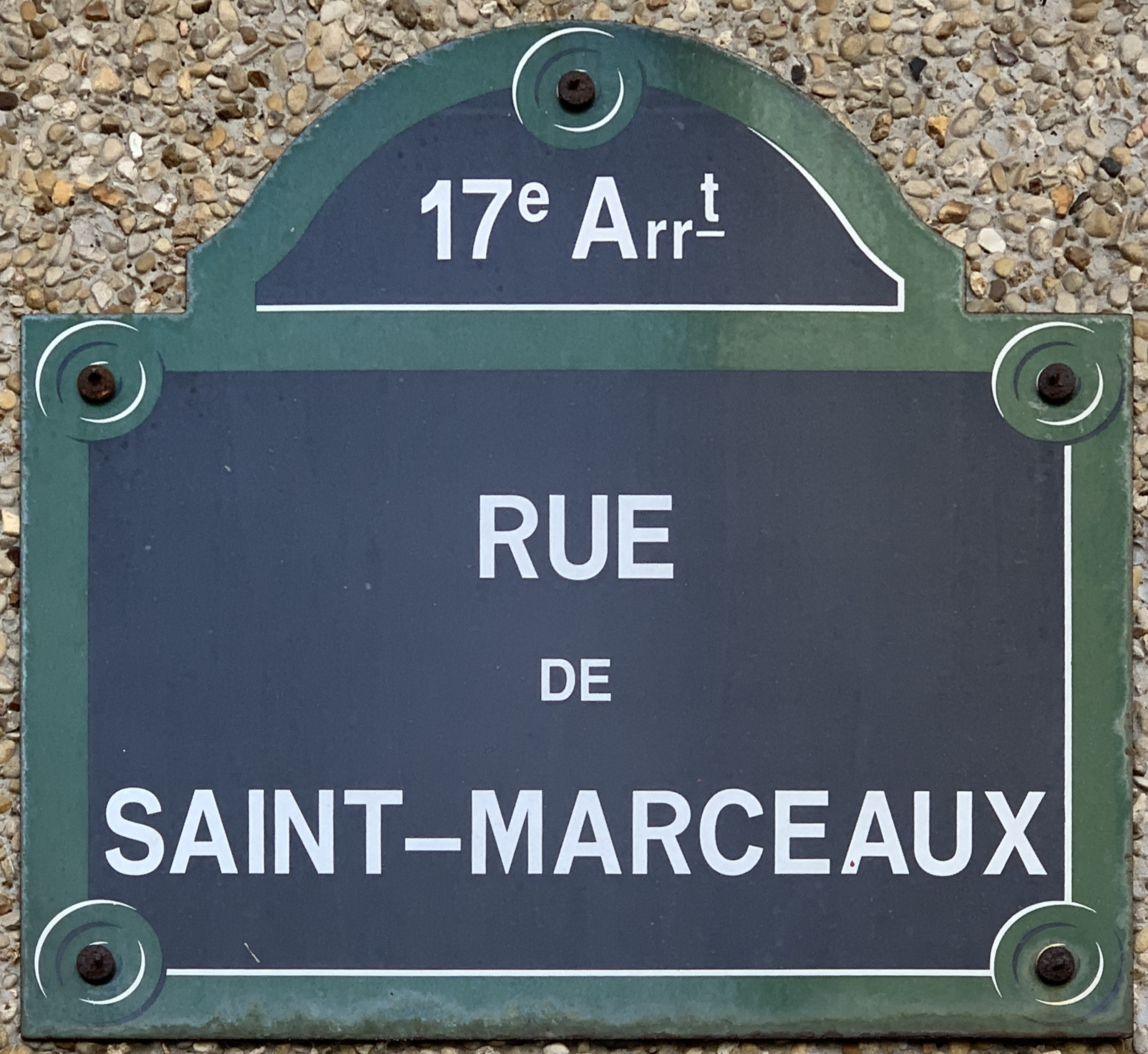
Plaque de la rue.

Cette rue rend hommage au sculpteur René de Saint-Marceaux (1845-1915).

## Historique
Cette rue est ouverte et prend sa dénomination actuelle en 1930 sur l'emplacement du bastion no 46 de l'enceinte de Thiers.

## Bâtiments remarquables et lieux de mémoire
Une villa Saint-Marceaux est citée et montrée dans le film Quai des Orfèvres, réalisé par Henri-Georges Clouzot en 1947.